# Kup Srbije i Crne Gore
Questo torneo è nato nel 1991 come Kup Jugoslavije (in cirillico Куп Југославије у фудбалу, tradotto in Coppa della Jugoslavia) ed era gestito dalla Federazione calcistica della Jugoslavia (FSJ). 
Il 4 febbraio 2003 (ad edizione 2002-03 in corso) la Repubblica Federale di Jugoslavia divenne Unione Statale di Serbia e Montenegro e quindi la Kup Jugoslavije fu rinominata Kup Srbije i Crne Gore (in cirillico Куп Србије и Црне Горе, tradotto in Coppa di Serbia e Montenegro). Anche la federazione cambiò nome diventando Federazione calcistica della Serbia e Montenegro (FSSCG).
A seguito del referendum del 21 maggio 2006 e con le dichiarazioni di indipendenza di Montenegro (3 giugno) e di Serbia (4 giugno), anche la FSSCG cessa di esistere e con essa la Kup Srbije i Crne Gore. Nascono la Federazione calcistica della Serbia (FSS) con la Kup Srbije e la Federazione calcistica del Montenegro (FSCG) con la Crnogorski kup.

## Formula
Le partecipanti sono sempre state 32 e la formula era quella dell'eliminazione diretta. Nelle prime edizioni, fino al 1999, gli scontri erano ad andata e ritorno (eccetto il primo turno). Nel 1999, a causa della Operazione Allied Force, le competizioni sportive furono interrotte a marzo: alla fine della guerra (10 giugno) i campionati non furono ripresi mentre invece la coppa sì. Dato che rimaneva poco tempo alla fine della stagione calcistica, invece di disputare semifinali e finale ad andata e ritorno, la FSJ decise di farle giocare a gara singola. La formula piacque e da allora tutti i turni nelle edizioni successive furono a gara singola.
Le squadre di prima divisione accedevano direttamente al primo turno; le altre provenivano dalle coppe provinciali. Per esempio, quando i posti disponibili erano 14 (prima divisione a 18 squadre) questa era la distribuzione: 4 dalla Voivodina, 7 dalla Serbia Centrale, 2 dal Montenegro ed 1 dal Kosovo.

## Storia
La Kup Jugoslavije è nata nel 1991 dopo che l'Hajduk Spalato, vincitore dell'edizione 1990-91 della Kup Maršala Tita, non aveva restituito il trofeo alla FSJ (nell'estate 1991 la Croazia si è staccata dalla Jugoslavia).
Nella prima edizione, ancora sotto la Jugoslavia socialista, non hanno partecipato le 7 squadre croate e l'unica slovena che si erano qualificate. È stata l'ultima edizione con squadre bosniache e macedoni: l'unica macedone, il Vardar, è stata eliminata al secondo turno, mentre l'ultima rimasta delle 7 bosniache, lo Željezničar, si è ritirato prima di disputare il ritorno della semifinale contro il Partizan (previsto per il 4 maggio 1992).
Il 27 aprile 1992 la Repubblica Socialista Federale di Jugoslavia diviene Repubblica Federale di Jugoslavia ed è composta da Serbia e Montenegro. La Kup Jugoslavije non cambia il format, le partecipanti rimangono sempre 32 anche dopo il 1999, quando, a seguito della Operazione Allied Force, le squadre di etnia albanese del Kosovo abbandonano il sistema calcistico jugoslavo.
Nel febbraio 2003 la Repubblica Federale di Jugoslavia diviene Unione Statale di Serbia e Montenegro, la coppa diventa Kup Srbije i Crne Gore, ma, a parte il nome, nulla cambia per il torneo.
Il torneo cessa di esistere nel 2006, quando Montenegro e Serbia si separano e nascono rispettivamente la Crnogorski kup e la Kup Srbije.
Fra le squadre di categoria inferiore che si sono distinte, il massimo risultato per una di seconda divisione (Druga liga SR Jugoslavije) è stata la finale del 2000 raggiunta dal Napredak Kruševac. Quelle di terza divisione (Srpska Liga) tre volte hanno raggiunto le semifinali: Mladost Apatin nel 2001, Rad Belgrado nel 2005 e Kolubara nel 2006.
La coppa è stata dominata dalle due protagoniste del večiti derbi: Partizan e Stella Rossa. Su 15 edizioni, in finale c'è stato il derby in 6 occasioni ed almeno una delle due ci è sempre arrivata; le due contendenti si sono scontrate fra loro in 9 edizioni (6 volte ha prevalso la Stella Rossa, 3 il Partizan). Queste sono le 6 volte che una delle due big è stata eliminata durante il torneo:
| Stagione | Turno      | Incontro                 | Risultato           |
| -------- | ---------- | ------------------------ | ------------------- |
| 1996-97  | Sedicesimi | BSK Batajnica - Partizan | 2-1                 |
| 1997-98  | Semifinale | Stella Rossa - Obilić    | 2-0 e 0-2 (5-6 dtr) |
| 1999-00  | Ottavi     | Zemun - Partizan         | 0-0 (4-3 dtr)       |
| 2001-02  | Quarti     | Železnik - Partizan      | 1-1 (4-3 dtr)       |
| 2002-03  | Quarti     | Partizan - Železnik      | 1-4                 |
| 2005-06  | Ottavi     | Partizan - Timok         | 1-1 (4-5 dtr)       |

## Albo d'oro
| Stagione | Vincitore    | Risultato           | Finalista          | Stadio e città            | Marcature                                                   |
| -------- | ------------ | ------------------- | ------------------ | ------------------------- | ----------------------------------------------------------- |
| 1991-92  | Partizan     | 1 - 0               | Stella Rossa       | Marakana, Belgrado        | Vujačić                                                     |
| 1991-92  | Partizan     | 2 - 2               | Stella Rossa       | JNA, Belgrado             | Mijatović, Jokanović (SR); Mihajlović, Pančev (P)           |
| 1992-93  | Stella Rossa | 0 - 1               | Partizan           | JNA, Belgrado             | Zahovič                                                     |
| 1992-93  | Stella Rossa | 1 - 0 dts (5-4 dtr) | Partizan           | Marakana, Belgrado        | Drobnjak                                                    |
| 1993-94  | Partizan     | 3 - 2               | Spartak Subotica   | Gradski Stadion, Subotica | Milidrag, Nestorović (S); Čurović, Milošević, Ćirić (P)     |
| 1993-94  | Partizan     | 6 - 1               | Spartak Subotica   | JNA, Belgrado             | 3 Milošević, 3 Čurović (P); Puhalak (S)                     |
| 1994-95  | Stella Rossa | 4 - 0               | Obilić             | Miloš Obilić, Belgrado    | Krupniković, Živković, Adžić, Stojiljković                  |
| 1994-95  | Stella Rossa | 0 - 0               | Obilić             | Marakana, Belgrado        |                                                             |
| 1995-96  | Stella Rossa | 3 - 0               | Partizan           | Marakana, Belgrado        | Jovičić, Krupniković, Živković                              |
| 1995-96  | Stella Rossa | 3 - 1               | Partizan           | JNA, Belgrado             | Vukićević (P); P. Stanković, Krupniković, D. Stanković (SR) |
| 1996-97  | Stella Rossa | 0 - 0               | Vojvodina          | Karađorđe, Novi Sad       |                                                             |
| 1996-97  | Stella Rossa | 1 - 0               | Vojvodina          | Marakana, Belgrado        | Njeguš                                                      |
| 1997-98  | Partizan     | 0 - 0               | Obilić             | Miloš Obilić, Belgrado    |                                                             |
| 1997-98  | Partizan     | 2 - 0               | Obilić             | JNA, Belgrado             | Trenevski, Obradović                                        |
| 1998-99  | Stella Rossa | 4 - 2               | Partizan           | Marakana, Belgrado        | 2 Škorić, Pjanović, Gojković (SR); Rašović, Kežman (P)      |
| 1999-00  | Stella Rossa | 4 - 0               | Napredak Kruševac  | Marakana, Belgrado        | 2 Pjanović, Ilić, Vukomanović                               |
| 2000-01  | Partizan     | 1 - 0               | Stella Rossa       | Marakana, Belgrado        | Ilić                                                        |
| 2001-02  | Stella Rossa | 1 - 0               | Sartid             | JNA, Belgrado             | Pjanović                                                    |
| 2002-03  | Sartid       | 1 - 0 gg            | Stella Rossa       | JNA, Belgrado             | Pantelić                                                    |
| 2003-04  | Stella Rossa | 1 - 0               | Bud. Banatski Dvor | JNA, Belgrado             | Žigić                                                       |
| 2004-05  | Železnik     | 1 - 0               | Stella Rossa       | JNA, Belgrado             | Rađenović                                                   |
| 2005-06  | Stella Rossa | 4 - 2 dts           | OFK Belgrado       | JNA, Belgrado             | 2 Žigić, Purović, Basta (SR); Rakić, Biševac aut. (O)       |

## Vittorie per squadra
| Club         | Vittorie | Anni                                                                                              |
| ------------ | -------- | ------------------------------------------------------------------------------------------------- |
| Stella Rossa | 9        | 1992-1993, 1994-1995, 1995-1996, 1996-1997, 1998-1999, 1999-2000, 2001-2002, 2003-2004, 2005-2006 |
| Partizan     | 4        | 1991-1992, 1993-1994, 1997-1998, 2000-2001                                                        |
| Sartid       | 1        | 2002-2003                                                                                         |
| Železnik     | 1        | 2004-2005                                                                                         |